# Bled
Bled (AFI: [ˈbleːt], in tedesco Veldes) è una città della Slovenia di 4 944 abitanti appartenente alla regione statistica dell'Alta Carniola, ai piedi delle Alpi Giulie.
Sebbene relativamente piccola, è un importante centro turistico, con visitatori provenienti dall'Austria, dalla Germania e dall'Italia. Durante l'estate la sua popolazione triplica. È molto conosciuta per il suo lago, proseguendo per la valle a circa 30 km da Bled si trova il lago di Bohinj, più esteso, ma meno sfruttato turisticamente.
Bled è raggiungibile via auto, attraverso una strada panoramica, oppure con la linea ferroviaria Nova Gorica - Jesenice, anch'essa panoramica.

## Geografia fisica
Bled si trova sulle pendici meridionali della catena montuosa Caravanche vicino al confine con l'Austria, a circa 50 km a nord-ovest della capitale della Slovenia, Lubiana.  A sud del lago di Bled si trovano le foreste di Pokljuka e Jelovica.
Qui la Sava Bohinjka e una ferrovia portano al lago di Bohinj e al massiccio del monte Tricorno. Il lago di Bled è lungo circa 2,12 km e largo tra i 500 m e 1 km. Durante il periodo estivo l'acqua raggiunge anche i 25 °C e mantiene una temperatura di circa 18 °C nel periodo autunnale.
È infatti adatto per praticare il nuoto. Nel periodo invernale è possibile che il lago si presenti ghiacciato, viene quindi utilizzato per pattinare.
Bled, per la sua attenzione a favorire il turismo sostenibile e la mobilità dolce, fa parte della cooperazione Perle delle Alpi.

## Storia
La prima menzione documentale di Bled quale Ueldes, posta nella marca Craina, è del 10 aprile 1004 in un diploma imperiale di Enrico II a favore della chiesa vescovile di Bressanone e il suo vescovo Albuino. Il vescovado di Bressanone disponeva a Bled, lungo tutto il medioevo, di ingenti possedimenti.

## Monumenti e luoghi d'interesse
- Lago di Bled
- Castello di Bled

## Sport
La città con il suo lago ospita annualmente competizioni a livello internazionale di canottaggio.
 A circa 20 km si trova l'altopiano di Pokljuka, importante stazione sciistica specializzata nello sci nordico.